# Kortedala IF
Kortedala IF var en idrottsförening (tidigare alliansförening) från stadsdelen Kortedala i Göteborg, bildad den 29 februari (nuvarande skottdagen) 1956 och nedlagd genom konkurs den 17 februari 2023. Från början bestod föreningen av två sektioner, fotboll och handboll, men utökades senare till att även bedriva bordtennis och ishockey. Ishockeysektionen, Kortedala HC, bröt sig 1973 ur föreningen, och blev en del i bildandet av Göteborgs IK. 1998 bröt sig handbollssektionen ur och bildade en fristående förening, Kortedala IF Handboll. 
Svenska Fotbollförbundets Tävlingskommitté beslutade den 17 augusti 2022 att utesluta Kortedala IF ur division 3 Sydvästra Götaland herrar efter att föreningen lämnat walk over i matchen mot Åstorps FF den 13 augusti 2022.

## Handboll
Kortedala IF:s handbollssektion blev 1998 en fristående förening. Hemmaplan var Utmarksskolans idrottshall, Utmarkshallen.
Handbollssektionen är föreningens mest framgångsrika sektion, säsongen 1990/1991 spelade damlaget i elitserien. De ligger på plats 48 i ligans maratontabell. De mest kända profilerna som fostrats i Kortedala IF är Madelene Olsson och Ljubomir Vranjes. Även Viktor Ottosson, flerfaldig svensk mästare med IK Sävehof, är fostrad i klubben.
År 2012 slog sig Kortedala IF Handboll ihop med BK Banér och bildade den numer nedlagda föreningen HK 415 Östra Göteborg (namngiven efter områdets postnummer). I klubben ingick Göteborgs första rullstolshandbollslag, Wheelz HK 415. 

## Ishockey
Kortedala HC, som var Kortedala IF:s ishockeysektion, gick 1973 ihop med Kobbens IF:s ishockeysektion och bildade Göteborgs IK.